# Потьма (Атюр'євський район)
Потьма́ (мокш. Потмарос. Потьма, ерз. Потма) — мокшанський присілок у складі Атюр'євського району Мордовії, Росія. Входить до складу Мордовсько-Козловського сільського поселення.

## Топонім
Назва походить від мокшанського слова потма, що означає глибинка, глушина.

## Історія
Вперше згадується у 1688 році.

## Населення
| 2002  | 2010  | 2020 |
| ----- | ----- | ---- |
| → 131 | ↗ 142 | ↘ 68 |

Національний склад станом на 2002 рік:
- мокша — 98 %[7]